# Batalha de Longula
A Batalha de Longula foi travada em 484 a.C. entre o exército romano, liderado por Lúcio Emílio Mamercino, e o dos volscos. Os romanos levaram a melhor, obrigando os volscos a baterem em retirada.

## Contexto
Os volscos, já em guerra contra os romanos, apesar de terem sido derrotados no ano anterior pelo cônsul Quinto Fábio Vibulano, tentaram se aproveitar dos distúrbios internos em Roma, devidos sobretudo à eleição ao consulado de Cesão Fábio Vibulano, acusador e executor de Espúrio Cássio Vecelino, retomando as hostilidades contra Roma invadindo o território dos latinos e dos hérnicos, aliados de Roma, e preparando outro exército para defender seu próprio território.
Na Batalha de Âncio, os romanos sofreram uma grave e humilhante derrota que lhes obrigou a abandonar o acampamento em Âncio para se refugiarem em Longula.
Foram perseguidos pelos volscos, seguros agora de uma vitória total.

## Batalha
O exército romano estava acampou  em uma elevação próxima da cidade, fortificando sua posição. Ali conseguiram repelir um primeiro ataque dos volscos, confiantes de que conseguiriam conquistar o acampamento romano, graças ao empenho da cavalaria e dos triários, forçando os volscos a se retirarem de volta para a planície.
No dia seguinte, os volscos tentaram, em vão, forçar uma batalha com os romanos, que recusavam, na espera de reforços enviados pelo outro cônsul, Cesão Fábio Vibulano. Os reforços chegaram sem serem percebidos pelos volscos que, acreditando que os romanos estavam em dificuldade, tentaram um novo ataque morro acima contra o inimigo.
Os romanos permitiram que os volscos chegassem até as fortificações, que tentaram minas suas fundações para destruí-la, mas depois de um sinal, subitamente em diversas frentes, atacaram o inimigo com a infantaria e, de longe, com flechas e lanças. Os volscos, surpresos e em posição desfavorável, abandonaram a batalha e se retiraram derrotados para seu acampamento.

## Consequências
Com a Batalha de Longula, os romanos conseguiram se redimir pela derrota sofrida na Batalha de Âncio, mas, apesar disto, o cônsul Lúcio Emílio preferiu não voltar para Roma para presidir as eleições do ano seguinte.